# Hans Hösl

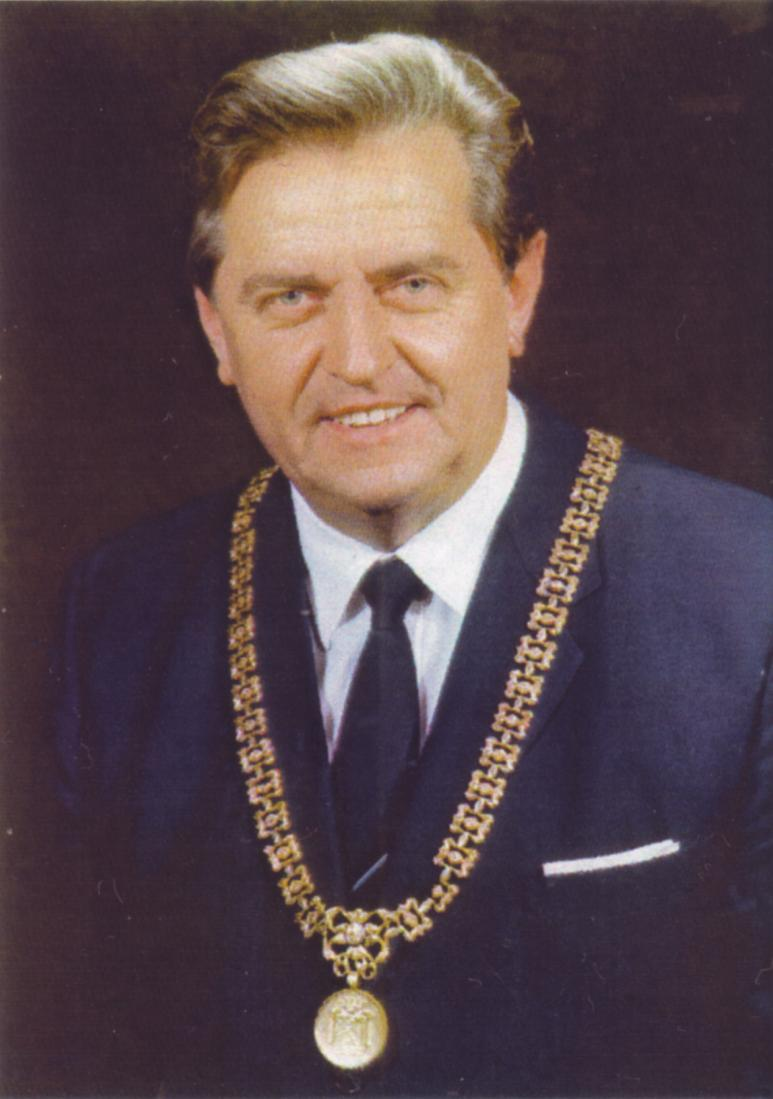
Hösl 1984 zum Amtsantritt als Oberbürgermeister mit Amtskette

Hans Hösl (* 21. März 1929 in Passau; † 19. Juni 2008 in Vilshofen an der Donau) war ein deutscher Politiker (CSU) und Oberbürgermeister von Passau.

## Leben und Beruf
Nach dem Besuch der Volksschule Heining und dem Abitur 1948 am Gymnasium Leopoldinum in Passau absolvierte Hans Hösl ein Pädagogikstudium und arbeitete zuerst in Kumreut. In dieser Zeit beendete er erfolgreich eine heilpädagogische Zusatzausbildung. Von 1956 bis 1966 unterrichtete er an der Sonderschule in Passau lern- und geistig-behinderte Kinder. 1966 bis 1990 war Hans Hösl als Berufspolitiker in Passau und Niederbayern tätig.
Hans Hösl war verheiratet und hatte fünf Kinder, zehn Enkel und drei Urenkel. Sein Schwiegeronkel war der bayerische Senator und Handwerkskammerpräsident Gustav Haydn, er war mit dem bayerischen Landtagsabgeordneten Hermann Wösner, dem Passauer Landrat Baptist Kitzlinger und dem CSU-Politiker Karl Fuchs (MdL, MdB, MdEP) eng befreundet.
Als sog. „weißer Jahrgang“ war er vom Kriegs- und Wehrdienst verschont. Für das Ende des Zweiten Weltkrieges 1945 berichteten Zeitzeugen, dass Hösl Wehrmachtsdeserteure seines Alters in Schalding rechts der Donau unterstützte, obwohl ihm dafür die Todesstrafe drohte.

## Öffentliche Ämter
Bei den Kommunalwahlen 1964 wurde er in den Gemeinderat der Gemeinde Heining gewählt. Hans Hösl war 1966 bis 1972 Kreisrat in Passau und hauptamtlich erster Bürgermeister von Heining, zugleich 1970 bis 1972 CSU-Fraktionsvorsitzender im Kreistag Passau. Nach der Gebietsreform und der Eingemeindung Heinings in die Stadt Passau war er von 1972 bis 1984 zuerst hauptamtlicher zweiter Bürgermeister der Stadt Passau. Bei den Kommunalwahlen 1984 wurde Hans Hösl im ersten Wahlgang mit 63,85 % der Stimmen zum Oberbürgermeister gewählt, sein Gegenkandidat war der damalige MdB Fritz Gerstl. Hans Hösl leitete die Stadt Passau bis 1990, als er in der Stichwahl seinem Nachfolger Willi Schmöller nur knapp mit 48,84 Prozent der Stimmen unterlag. Während der Zeit als Oberbürgermeister war er als Obmann für den Regierungsbezirk Niederbayern auch Mitglied des bayerischen Städtetages.

## Weitere Funktionen
In Personalunion mit seinem Bürgermeisteramt für die Stadt Passau war er von 1972 bis 1990 auch Kulturreferent von Passau. Von 1970 bis 1984 war er Aufsichtsratsmitglied der Volksbank Passau, im Anschluss 1984 bis 1990 Verwaltungsratsvorsitzender der Sparkasse Passau. 1972 bis 1990 war Hösl Verbandsvorsitzender des Berufsschulverbandes Passau. Er engagierte sich sehr für die Lebenshilfe in Passau, deren erster Präsident er von 1974 bis 2000 war. 1985 bis 1993 war Hans Hösl Vorsitzender des Passauer Kreisverbandes des Bayerischen Roten Kreuzes. In der Passauer Lamplbruderschaft war er 1992 bis 2006 Beisitzer im Vorstand.

## Leistungen
In der Zeit als Bürgermeister der Gemeinde Heining wurden viele öffentliche Projekte von Hans Hösl initiiert und gebaut, darunter die Erschließung von Baugebieten für 800 Wohnungseinheiten, der Bau einer Grund- und Hauptschule mit Turnhalle und Sportanlage, eine Schwimmhalle sowie ein Freibad. Die Kanalisationsmaßnahmen wurden fortgesetzt und die Wasserversorgung der Gemeinde Heining grundlegend saniert. In dieser Zeit stieg die Einwohnerzahl Heinings von 5200 auf 7200 Einwohner an.
In seiner Zeit als 2. Bürgermeister und als Oberbürgermeister der Stadt Passau widmete er sich ebenfalls der Verbesserung der Infrastruktur, insbesondere für Familien, Kinder und Senioren. So wurde durch die Wohnungsaufbau Passau GmbH günstiger Wohnraum geschaffen. In den 18 Jahren Amtstätigkeit wurden Kindergärten, Kinderkrippen, Kinderhorte und Ferienkindergartenplätze gefördert und neu geschaffen. Die dringend notwendige Sanierung des Bürgerlichen Heiliggeist-Spitals wurde in Angriff genommen, die Wohnverhältnisse im Maierhof-Spital wurden verbessert.
Des Weiteren wurden von Hans Hösl unter anderem folgende Projekte veranlasst und durchgeführt:
- Sanierung und Ausbau des Klinikums
- Neubau der Berufsfachschule für Krankenpflege
- Altstadtsanierung
- Bau des neuen Rathauses
- Erweiterung der Strom-, Fernwärme-, Gas- und Wasserversorgung
- Bau des Klärwerks und Ausbau des Kanalnetzes
- Neubau des Anni-Simmeth-Wohnheimes der Lebenshilfe
- Werkstatt für Behinderte im Donauhof
- Sanierung des Stadttheaters
- Bau der Parkhäuser Donaupassage, an der Schanzlbrücke und an der Hängebrücke mit insgesamt über 1000 Stellplätzen
- Errichtung der Franz-Josef-Strauß-Brücke
- Begründung der Städtepartnerschaften Passaus mit Málaga (Spanien) und Akita (Japan)

## Auszeichnungen und Ehrungen
Unter anderem erhielt Hösl nachfolgende Auszeichnungen und Ehrungen:
- Ehrenring der Gemeinde Heining (1972)
- Verdienstkreuz am Bande des Verdienstordens der Bundesrepublik Deutschland (1978)
- Deutsche Feuerwehr-Ehrenmedaille des Deutschen Feuerwehrverbandes (1981)
- Päpstl. Ritterorden vom Hl. Sylvester (Silvesterorden) (1982)
- Ehrenmitglied der katholischen Studentenverbindung K.D.St.V. Oeno-Danubia im Cartellverband (CV) (1985)
- Verdienstkreuz 1. Klasse des Verdienstordens der Bundesrepublik Deutschland (1990)
- Ehrenbezeichnung Altoberbürgermeister der Stadt Passau (1990)
- Ehrenbürgerrechte und Ehrenring der Stadt Passau (1993)
- Medaille für besondere Verdienste um die kommunale Selbstverwaltung (1995)
- Am 17. September 2020 wurde die Hans-Hösl-Straße im Baugebiet Thann, Ortsteil Heining in Passau nach ihm benannt.[2]
- Sein Name steht auf dem Ehrenmal der Stadt Passau auf dem Innstadtfriedhof.